# Norsborgs IF
Norsborgs IF är en idrottsförening som härstammar från Hallunda-Norsborg i Botkyrka kommun. Föreningen är idag aktivt inom ishockey och fotboll.

## Historia
Norsborgs IF grundades 1907. Inledningsvis så startades föreningen 1902 av de anställda vid Norsborgs vattenverk som då spelade fotboll vid Norsborgsvallen. 1920 anmäldes ett lag till seriespel. Utöver fotboll så var även bandy en av Norsborgs stora idrotter. En av de drivande ledarna under 1930-talet var Einar Johansson som i princip skötte allt som rörde föreningen på egen hand. 
1968 startades en ishockeysektion som i början hade över 160 medlemmar. I samband med mångmiljonprogrammet så tillkom flera olika sporter, -73 kom volleyboll och bordtennis, -75 startades handboll och 1989 tillkom även innebandy. 
Storhetstiden kom 1981 då många barn i området växte upp. Under den här perioden så växte medlemsantalet till ungefär 1800 medlemmar. Norsborgs If kom att bli ett känt namn i Stockholm, men även utanför huvudstaden, mycket tack vare handbollen där Norsborgs If drev en attraktiv handbollsturnering.
Ishockeysektionen bedrev sin verksamhet vid Brunna IP på en utomhusrink och klubben har som högst spelat i division 2. 1998 byggdes en inomhushall som då fick namnet Maxihallen (efter Ica Maxi). 2011 beslutades dock att isrinken vid Maxihallen skulle försvinna, delvis på grund av kraftigt minskat intresse för ishockeyn, och istället skulle det byggas en inomhusfotbollshall för föreningen. Dock levde ett lag inom hockeyn vidare, som då spelade i den låsta division 4 (som numera kallas för division 5) och som då fick flytta sin verksamhet till Ishuset i Tumba. Laget är aktivt än idag och spelar i nuläget i division 5, Stockholm Södra.
Efter 2020 har föreningen börjat växa igen, mycket tack vare flera eldsjälar inom föreningen. Idag finns ett seniorlag i ishockey, ett veteranlag och hösten 2024 startades en hockeyskola i samarbete med Tre Kronors Hockeyskola. Det finns även ett A-lag inom fotboll samt flera ungdomslag inom fotbollen. . Säsong 2025/26 blev det även bestämt att starta upp ett innebandy-lag som startar sin verksamhet i division 5.